# Utrechtsedwarsstraat 4
Utrechtsedwarsstraat 4 te Amsterdam is een gebouw aan de Utrechtsedwarsstraat in Amsterdam-Centrum.

## Geschiedenis
De Utrechtsedwarsstraat is gelieerd aan de Utrechtsestraat al eeuwenlang de uitvalsweg van Amsterdam naar Utrecht. Die Utrechtsestraat kreeg steeds verlengingen in de almaar groeiende stad Amsterdam. Wanneer die straten hun naam kregen is dan ook niet bekend. Het aangehaalde gebouw staat in het deel van de Utrechtsedwarsstraat tussen de Reguliersgracht en de Utrechtsestraat.

## Gebouw
Het gebouw heeft het uiterlijk van een woning annex pakhuis. Het rijksmonument vanaf 1970 wordt in het monumentenregister summier omschreven als "Huis (in de kern 17e-eeuws) met klokgevel en gevelsteen (18e-eeuws)". Het gebouw bestaat uit een begane grond met toegangsdeur, een verdieping, een tussenverdieping en achter een luik een opslagruimte. De gevel wordt afgesloten met een hijsbalk met daarboven de gevelsteen. Het puntdak gaat verborgen achter de klokgevel met kleine klauwstukken.
Het gebouw werd in 1957 gerestaureerd, waarbij de onderpui een ander aanzien kreeg. Die onderpui was daarvoor nog gekoppeld aan een souterrain, een bel-etage en twee toegangsdeuren.  Ook in 1976/1977 vond er renovatie plaats. Bewoners Jos Brink en Frank Sanders schakelden daartoe restauratie-architect IJsbrand Kok in; Brink en Sanders moesten voor de verbouwing even zijn woning verlaten. Bij een verbouwing in 1999 was het gebouw nog in het bezit van Jos Brink Producties. 

## Bijzonderheden
Rond 1934 kreeg het gebouw een nieuw buurpand, dat minstens twee keer zo hoog is: Utrechtsedwarsstraat 6-8. In het tijdperk dat Amsterdam nog geen officiële straatnamen en –nummering kende stond het gebouw bekend als De Posthoorn. Die gevelsteen wordt al in akten van 1682 genoemd (De Posthoorn in de gevel, huis en erf); dit in tegenstelling tot hetgeen het monumentenregister vermeldt. Toenmalig bewoner Meynert Rochus zou de initiatiefnemer zijn geweest, maar een binding met de afbeelding werd nog niet gevonden, Rochus was molenaar. De gevelsteen is nauwelijks zichtbaar vanwege de hijsbalk.